# Sebastián Matos
Sebastián Matos (Castelli, Provincia de Buenos Aires, Argentina; 12 de septiembre de 1984) es un futbolista argentino. Juega de delantero y actualmente se encuentra en Nueva Chicago.
Es hermano menor del también futbolista Mauro Matos.

## Trayectoria

### Inferiores, Brown de Adrogué y Comunicaciones
Formado en Independiente de Castelli, junto con su hermano Mauro, desembarcaron en el ascenso metropolitano. Mauro pudo fichar para J. J. Urquiza, y Sebastián para Brown de Adrogué. Su debut se produjo durante la temporada 2005-06, en la cual su equipo terminó último. En el mismo año arribó a Comunicaciones, donde se mantuvo por una temporada.[cita requerida]

### Chacarita Juniors, Huachipato (Chile) y Atlanta
A mediados de 2007, fue cedido a préstamo sin cargo y con opción de compra al Club Atlético Chacarita Juniors de la Primera B Nacional debido al total de 20 goles en dos temporadas que le abrieron las puertas de probarse en una categoría superior. No convirtió goles en los 5 partidos que jugó, por lo que su agente debió buscarle rápidamente otro club.[cita requerida]
Lo contrata a comienzos de 2008 el Club Deportivo Huachipato de Chile, donde disputa 10 partidos sin convertir goles. Al no ser tenido en cuenta, decide volver al país.
A mediados de 2008, regresa a Argentina para firmar con el Club Atlético Atlanta, clásico rival de su ex club Chacarita Juniors. A pesar de que su llegada parecía enfriarse por el interés de Deportivo Morón por contratarlo, terminó llegando a la institución. En 39 encuentros y marcó 13 goles, lo que le dio la chance de volver a emigrar del país.[cita requerida]

### Dorados Sinaloa (México), Los Andes y Barracas Central
Partió así a Sinaloa para formar parte de los Dorados de la Liga de Ascenso de México. No logró consolidarse y marcó 2 goles en 15 partidos.[cita requerida]
Aunque clubes como Comunicaciones y Estudiantes lo querían, el Club Atlético Los Andes termina contratándolo, pero las cosas no le fueron bien allí. Jugó poco (8 encuentros), no marcó goles y fue expulsado por única en toda su carrera.[cita requerida]
En la temporada 2010-11 se incorporó al Club Atlético Barracas Central, donde al fin pudo disputar dos temporadas consecutivas en un equipo. En la primera fueron 30 los partidos disputados y 13 los goles. En la segunda, fueron 32 los partidos y 9 los goles. Los buenos rendimientos, le permitieron ir a un club de mayor jerarquía.

### Platense, Nueva Chicago, Atlético Tucumán y Almirante Brown
En 2012, llegó al Club Atlético Platense, luego de analizar una propuesta de Nueva Chicago menor en términos económicos. El delantero llegó a Platense con las siguientes estadísticas: 199 partidos jugados, 57 goles. Una sola expulsión. No registró ascensos ni descensos. En las dos temporadas, disputó 66 partidos y marcó 22 goles, además de haber sido expulsado en una oportunidad.[cita requerida]
A mediados de 2014, el delantero firmó contrato por 18 meses con el Club Atlético Nueva Chicago de la Primera B Nacional, luego de haber rescindido contrato con su anterior equipo Platense. Su equipo logró el ascenso a la Primera División de Argentina. Convirtió 3 goles en 17 partidos en el Torneo de Transición 2014. Luego de seis meses en el club, y debido a que el entrenador Omar Labruna no lo tendría en cuenta, se lo hizo entrenar con el equipo de Reserva hasta que emigrara a otro equipo ya que su sueldo era demasiado alto y la dirigencia no tenía intención de pagarle a un futbolista que no jugara.[cita requerida]
En febrero de 2015, días antes del comienzo del campeonato, rescindió contrato con Nueva Chicago y firmó para Atlético Tucumán de la Primera B Nacional. Con Atlético Tucumán disputó 16 encuentro convirtiendo 1 gol que fue a su exequipo, Chacarita Juniors, en la victoria 3-1 del "Decano". También consiguió el ascenso el 8 de noviembre de 2015 cuando su equipo ganó 5-0 a Los Andes. Su último partido fue ante Boca Unidos en el empate 0-0.[cita requerida]
A principios de 2016, rescinde su contrato con Atlético Tucumán y firma para Almirante Brown para encarar la Primera B Metropolitana de 2016.

### Flandria y Gimnasia de Mendoza
En enero de 2017, el jugador recaló en Flandria con el que disputó 2 temporadas (2016-17 y 2017-18) de la Primera B Nacional donde finalmente terminó descendiendo de categoría. Marcó 14 goles en 41 partidos disputados.[cita requerida]
En julio de 2018, fue contratado por Gimnasia y Esgrima de Mendoza para disputar la temporada 2018-19 de la Primera B Nacional.

## Clubes
| Brown (A) Argentina                  |               |               |     |     |   |    |     |      |      |
| 3.ª                                  | 2005-06       | 25            | 5   | —   | — | 25 | 5   | 0,20 |      |
| Total club                           | Total club    | 25            | 5   | 0   | 0 | 25 | 5   | 0,20 |      |
| Comunicaciones Argentina             |               |               |     |     |   |    |     |      |      |
| 3.ª                                  | 2006-07       | 35            | 16  | —   | — | 35 | 16  | 0,46 |      |
| Total club                           | Total club    | 35            | 16  | 0   | 0 | 35 | 16  | 0,46 |      |
| Chacarita Juniors Argentina          |               |               |     |     |   |    |     |      |      |
| 2.ª                                  | 2007-08       | 5             | 0   | —   | — | 5  | 0   | 0,00 |      |
| Total club                           | Total club    | 5             | 0   | 0   | 0 | 5  | 0   | 0,00 |      |
| Huachipato · Chile                   |               |               |     |     |   |    |     |      |      |
| 1.ª                                  | 2008-A        | 10            | 0   | —   | — | 10 | 0   | 0,00 |      |
| Total club                           | Total club    | 10            | 0   | 0   | 0 | 10 | 0   | 0,00 |      |
| Atlanta Argentina                    |               |               |     |     |   |    |     |      |      |
| 3.ª                                  | 2008-09       | 38            | 13  | —   | — | 38 | 13  | 0,34 |      |
| Total club                           | Total club    | 38            | 13  | 0   | 0 | 38 | 13  | 0,34 |      |
| Dorados de Sinaloa · México          |               |               |     |     |   |    |     |      |      |
| 2.ª                                  | 2009-A        | 15            | 2   | —   | — | 15 | 2   | 0,13 |      |
| Total club                           | Total club    | 15            | 2   | 0   | 0 | 15 | 2   | 0,13 |      |
| Los Andes Argentina                  |               |               |     |     |   |    |     |      |      |
| 3.ª                                  | 2009-10       | 8             | 0   | —   | — | 8  | 0   | 0,00 |      |
| Total club                           | Total club    | 8             | 0   | 0   | 0 | 8  | 0   | 0,00 |      |
| Barracas Central Argentina           |               |               |     |     |   |    |     |      |      |
| 3.ª                                  | 2010-11       | ?             | 13  | —   | — | ?  | 13  | ?    |      |
| 3.ª                                  | 2011-12       | ?             | 9   | 3   | 2 | ?  | 11  | ?    |      |
| Total club                           | Total club    | 63            | 22  | 3   | 2 | 66 | 24  | 0,36 |      |
| Platense Argentina                   |               |               |     |     |   |    |     |      |      |
| 3.ª                                  | 2012-13       | 38            | 15  | 3   | 2 | 41 | 17  | 0,41 |      |
| 3.ª                                  | 2013-14       | 28            | 7   | 1   | 0 | 29 | 7   | 0,24 |      |
| Total club                           | Total club    | 66            | 22  | 4   | 2 | 70 | 24  | 0,34 |      |
| Nueva Chicago Argentina              |               |               |     |     |   |    |     |      |      |
| 2.ª                                  | 2014          | 18            | 3   | —   | — | 18 | 3   | 0,17 |      |
| Total club                           | Total club    | 18            | 3   | 0   | 0 | 18 | 3   | 0,17 |      |
| Atlético Tucumán Argentina           |               |               |     |     |   |    |     |      |      |
| 2.ª                                  | 2015          | 17            | 1   | —   | — | 17 | 1   | 0,06 |      |
| Total club                           | Total club    | 17            | 1   | 0   | 0 | 17 | 1   | 0,06 |      |
| Almirante Brown Argentina            |               |               |     |     |   |    |     |      |      |
| 3.ª                                  | 2016          | 8             | 1   | —   | — | 8  | 1   | 0,13 |      |
| 3.ª                                  | 2016-17       | 14            | 3   | —   | — | 14 | 3   | 0,21 |      |
| Total club                           | Total club    | 22            | 4   | 0   | 0 | 22 | 4   | 0,18 |      |
| Flandria Argentina                   |               |               |     |     |   |    |     |      |      |
| 2.ª                                  | 2016-17       | 18            | 6   | —   | — | 18 | 6   | 0,33 |      |
| 2.ª                                  | 2017-18       | 23            | 8   | —   | — | 23 | 8   | 0,35 |      |
| Total club                           | Total club    | 41            | 14  | 0   | 0 | 41 | 14  | 0,34 |      |
| Gimnasia (M) Argentina               |               |               |     |     |   |    |     |      |      |
| 2.ª                                  | 2018-19       | 21            | 3   | 1   | 0 | 22 | 3   | 0,14 |      |
| Total club                           | Total club    | 21            | 3   | 1   | 0 | 22 | 3   | 0,14 |      |
| Total carrera                        | Total carrera | Total carrera | 384 | 105 | 8 | 4  | 392 | 109  | 0,28 |
| (1) Incluye datos de Copa Argentina. |               |               |     |     |   |    |     |      |      |

## Palmarés

### Campeonatos nacionales
| Título           | Club               | País      | Año  |
| ---------------- | ------------------ | --------- | ---- |
| Atlético Tucumán | Primera B Nacional | Argentina | 2015 |

#### Otros logros
| |
| - Subcampeón con Platense en la Primera B 2012-13. - Ascenso a Primera División con Nueva Chicago en la Primera B Nacional 2014. |